# Cudahy (Kalifornia)
Cudahy – miasto w Stanach Zjednoczonych, w stanie Kalifornia, w hrabstwie Los Angeles. W 2010 zamieszkiwało je 23 805 osób. Miasto leży na wysokości 37 metrów n.p.m. i zajmuje powierzchnię 3,175 km².
Prawa miejskie uzyskało 10 listopada 1990.